# Кіцманський історичний музей
Кіцманський історичний музей — історико-краєзнавчий музейний заклад у місті Кіцмань Кіцманського району, Чернівецької області. Музей є відділом Чернівецького краєзнавчого музею.

## Загальна інформація
Музей розташований в центрі міста, в приміщенні, яке перебуває в аварійному стані . Експозиція розміщена в декількох залах. Експозицію складають предмети побуту, одягу, взуття, ткацтва населення Кіцманщини, а також експонати, що розповідають про Другу світову війну. 
Окрема зала містить світлини, документи, особисті речі, ноти, автографи, які розповідають про уродженця Кіцмані композитора Володимира Івасюка. Частина експозиції стала основою Меморіального музею Володимира Івасюка в Чернівцях.

## Галерея

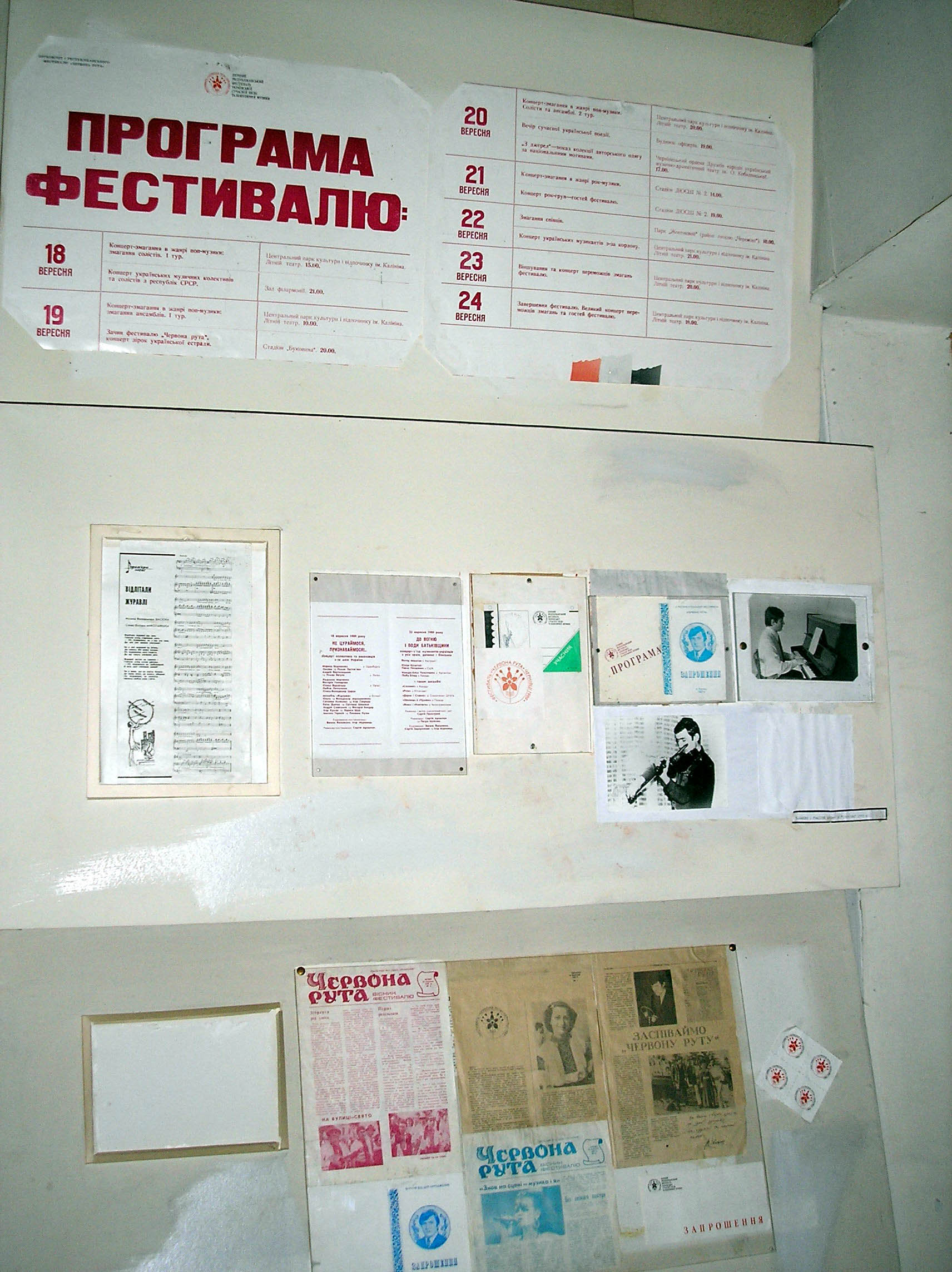
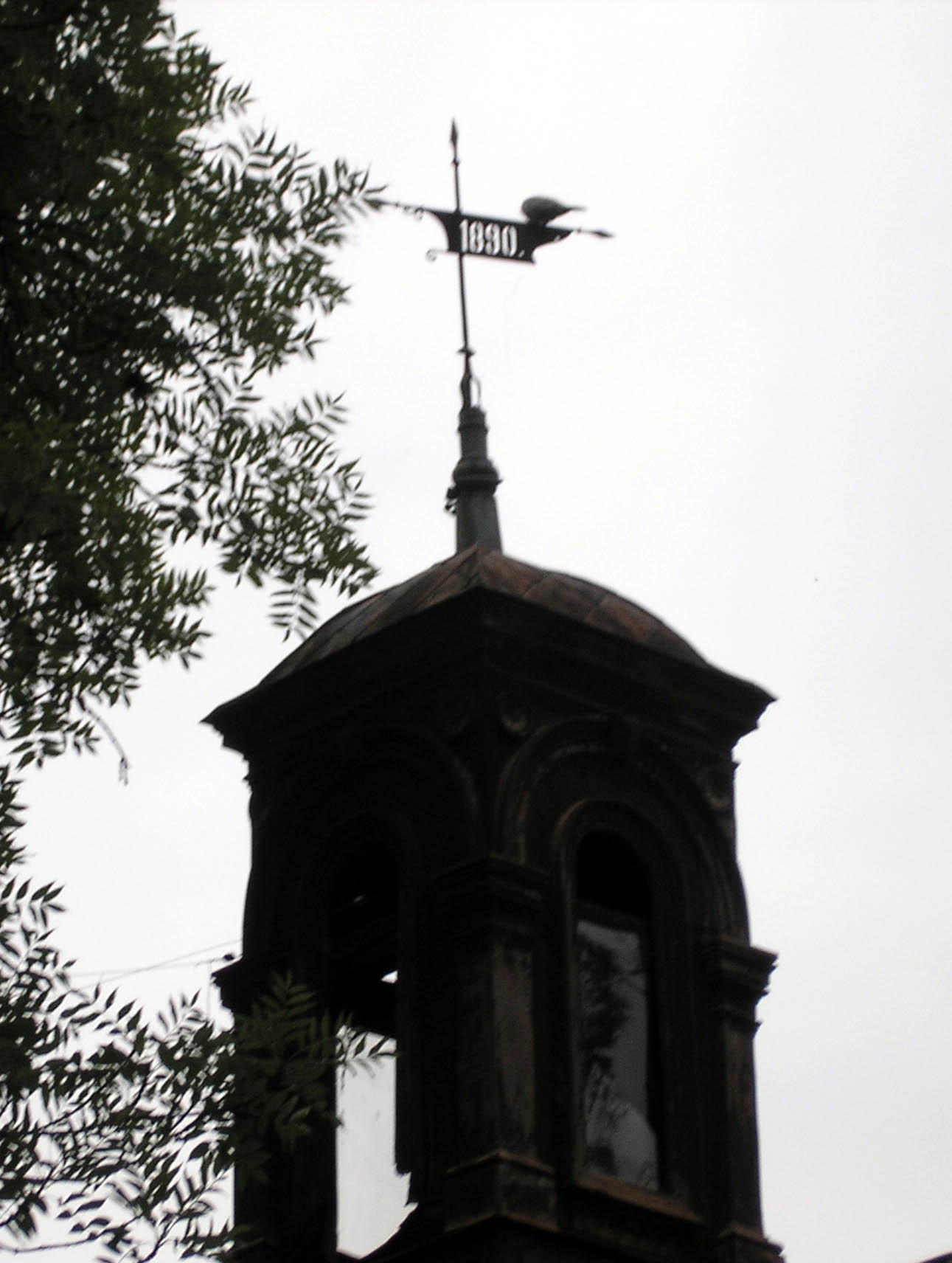
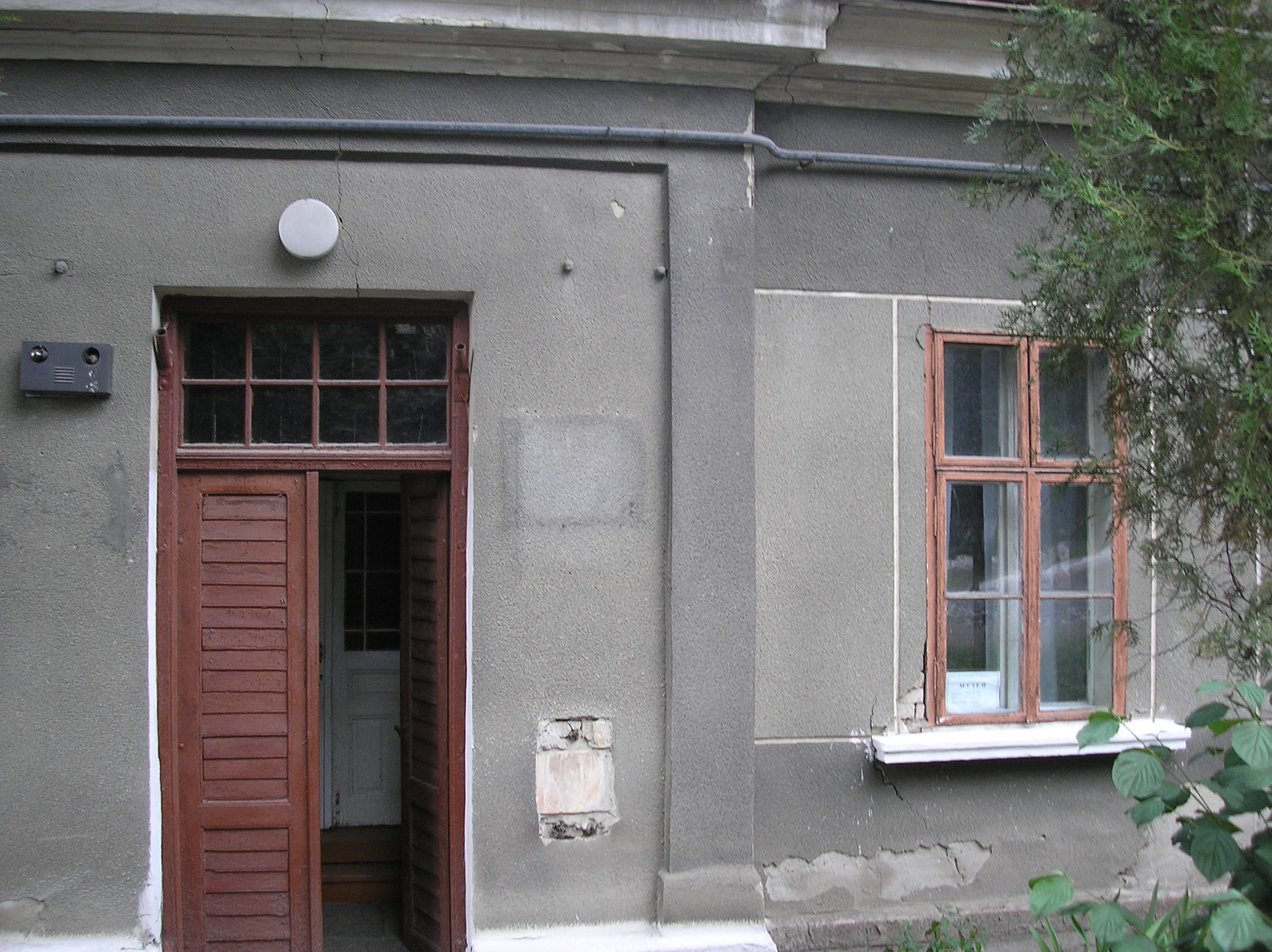
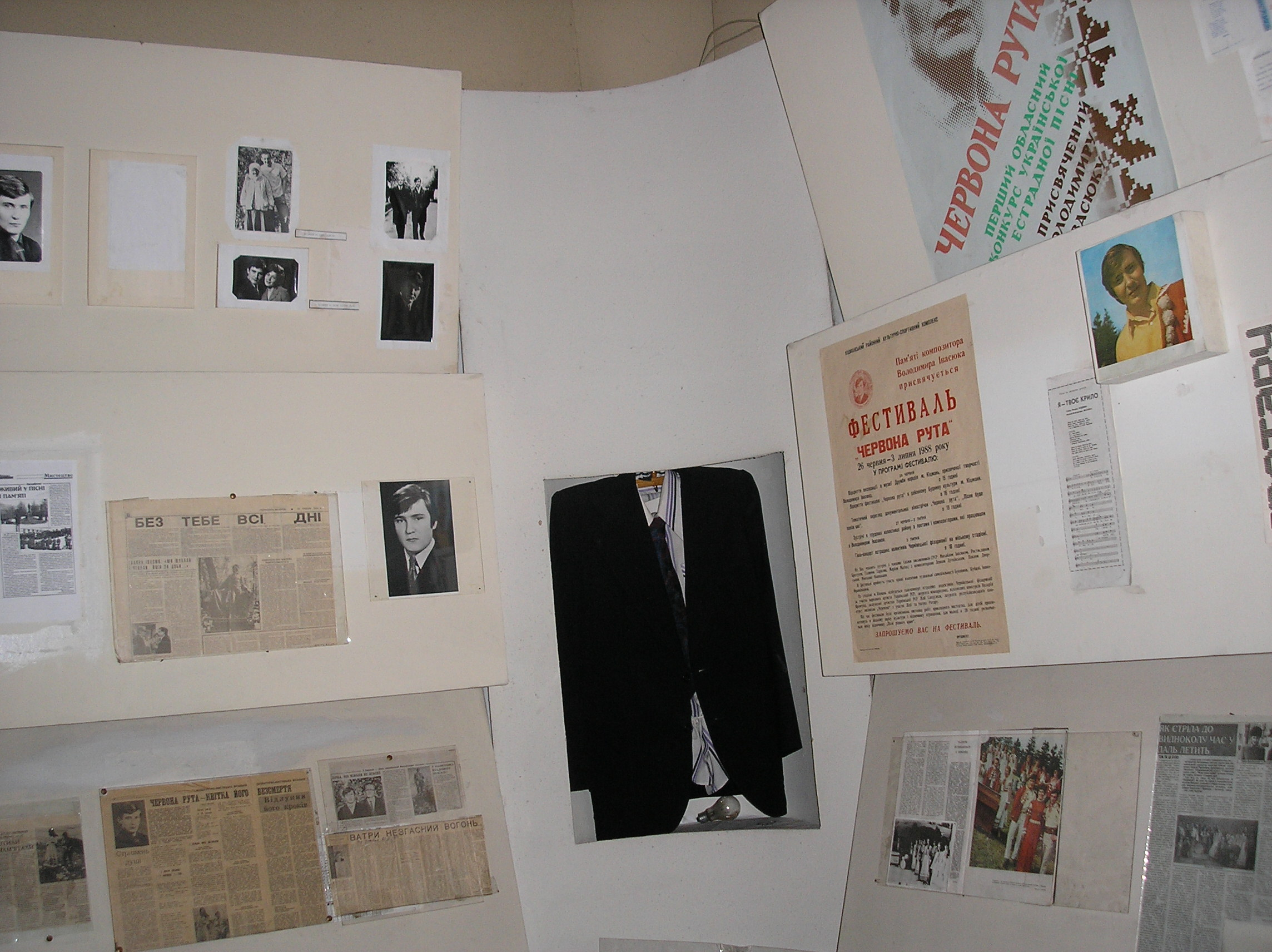